# Die Mutter
Pour plus de détails, voir Fiche technique et Distribution.
Die Mutter est un film dramatique est-allemand réalisé par Harry Bremer et sorti en 1958. 
Il s'agit d'une adaptation de la pièce de 1932 de Bertolt Brecht, elle-même adaptée du roman de 1906 de Maxime Gorki.

## Synopsis
En marge d'une banlieue industrielle pauvre, un groupe communiste tente d'organiser une grève. Dans leur usine, l'entrepreneur a l'intention de réduire les salaires d'un kopeck. Pavel, le fils de Pélagiea Vlassova, une veuve ouvrière, s'est joint à ce groupe. Lors d'une réunion nocturne secrète dans la cuisine de Vlassova, le groupe décide que Pavel doit faire entrer les tracts interdits dans l'usine. Il faut en tout cas que quelqu'un le fasse, afin de disculper le distributeur du jour précédent, qui a été arrêté à cette occasion. La mère tente en vain de dissuader Pawel de sympathiser avec le groupe marxiste. Comme le groupe était déjà surveillé depuis un certain temps, la police fait soudainement irruption pendant la réunion et perquisitionne la maison. Les tracts rapidement cachés ne sont toutefois pas retrouvés. Comme la police se montre extrêmement brutale lors de la perquisition, la mère décide de protéger son fils et d'assumer la tâche de Pawel. Le lendemain, elle distribue à sa place les tracts appelant à la grève contre la réduction des salaires.
La manifestation du Premier mai est un tournant dans la vie de la mère. Alors qu'elle croyait jusqu'à présent que la police tsariste se comportait dans le respect de la loi et n'agissait pas contre les manifestants pacifiques, elle va se rendre à l'évidence. Lorsque le porteur du drapeau rouge est abattu, c'est elle qui le relève et continue à le porter. Pawel est arrêté et sa mère est cachée par l'ouvrier Semyon Lapkin chez son frère Fiodor, un enseignant anticommuniste. La mère tombe de plus en plus sous l'influence communiste et s'engage de plus en plus dans le parti. Avec plusieurs voisins, elle apprend même à lire et à écrire. Sous l'influence des amis de Pelagea, l'instituteur se transforme lui aussi lentement en communiste. Lors des émeutes paysannes et ouvrières de l'automne 1905, la mère s'engage à prendre la tête des opérations pour unir les paysans et les ouvriers. Même un boucher découvre la vérité en écoutant ses arguments et devient communiste.
Pavel s'évade de prison et rend visite à sa mère. C'est la dernière fois qu'elle le verra. Mais comme elle ne le sait pas, imprimer des tracts est bien plus important pour elle que de lui couper une tranche de pain. Peu après, les camarades qui veulent continuer à accompagner Pawel dans sa fuite sont déjà là. Pour avoir participé à une révolte, Pawel est condamné à mort et exécuté. Cela brise la mère. Mais la menace de la guerre la pousse à nouveau à agir. Pour les bolcheviks, elle descend dans la rue contre la guerre et tente d'en dénoncer l'absurdité. Pour sa collaboration active, elle reçoit même le livret de membre du Parti ouvrier social-démocrate de Russie (bolchevik). En octobre 1917, le tsar est chassé du pouvoir. Les prolétaires russes sont aux commandes.

## Fiche technique
- Titre allemand original : Die Mutter[1],[2]
- Réalisateur : Harry Bremer
- Scénario : Isot Kilian, Harry Bremer, Manfred Wekwerth
- Photographie : Harry Bremer
- Montage : Ella Ensink (de)
- Musique : Hanns Eisler
- Société de production : DEFA-Studio für Wochenschau und Dokumentarfilme
- Pays de production :  Allemagne de l'Est
- Langue originale : allemand
- Format : Noir et blanc - 1,33:1 - Son mono - 35 mm
- Durée : 150 minutes
- Genre : Drame
- Dates de sortie :
  - Allemagne de l'Est : 7 novembre 1958

## Distribution
- Helene Weigel : Pélagie Vlassova
- Fred Düren (de) : Pavel Vlassov
- Norbert Christian (de) : Fiodor Lapkine
- Erich Franz (de) : Sémion Lapkine
- Fritz Hollenbeck (de) : Napkin
- Günter Naumann (de) : Stépane
- Helga Raumer (de) : Mascha
- Martin Flörchinger (de) : Boucher
- Elsa Grube-Deister (de) : Femme du boucher
- Axel Triebel (de) : Policier
- Willi Schwabe (de) : Commissaire de police
- Sabine Thalbach (de) : Livreuse de cuivre
- Käthe Reichel : Livreuse de cuivre
- Agnes Kraus (de) : Livreuse de cuivre
- Heinz-Dieter Knaup (de) : Poste de réception du cuivre